# Sorgiva dell'Aiso
Sorgiva dell'Aiso este o arie protejată (arie specială de conservare — SAC, sit de importanță comunitară — SCI) din Italia întinsă pe o suprafață de 0,27 ha, integral pe uscat.

## Localizare
Centrul sitului Sorgiva dell'Aiso este situat la coordonatele 42°57′24″N 12°36′25″E / 42.9568°N 12.60682°E.

## Înființare
Situl Sorgiva dell'Aiso a fost declarat sit de importanță comunitară în iunie 1995 pentru a proteja 27 de specii de animale. Situl a fost protejat și ca arie specială de conservare în august 2014.

## Biodiversitate
Situată în ecoregiunea mediteraneană, aria protejată conține 4 habitate naturale: Lacuri eutrofice naturale cu vegetație de tip Magnopotamion sau Hydrocharition, Cursuri de apă de la nivel de câmpie la nivel montan, cu vegetație Ranunculion fluitantis și Callitricho-Batrachion, Ape puternic oligomezotrofe cu vegetație bentonică cu Chara spp., Liziere de ierburi înalte hidrofile de câmpie și de nivel montan până la alpin.
La baza desemnării sitului se află mai multe specii protejate:
- păsări (24): ciocârlie-de-câmp (Alauda arvensis), pescăruș albastru (Alcedo atthis), lăstunul mare (Apus apus), cucuvea (Athene noctua), sticlete (Carduelis carduelis), Cettia cetti, florinte (Chloris chloris), Cisticola juncidis, cioară neagră (Corvus corone), prepeliță (Coturnix coturnix), cuc (Cuculus canorus), lăstun de casă (Delichon urbicum), ciocârlan (Galerida cristata), rândunică (Hirundo rustica), capîntortură (Jynx torquilla), sfrâncioc roșiatic (Lanius collurio), privighetoare (Luscinia megarhynchos), vrabie de câmp (Passer montanus), mărăcinar negru (Saxicola torquatus), cănăraș (Serinus serinus), graur (Sturnus vulgaris), silvie cu cap negru (Sylvia atricapilla), mierlă (Turdus merula), pupăză (Upupa epops)
- amfibieni (1): Triturus carnifex
- nevertebrate (1): Vertigo moulinsiana
- pești (1): Rutilus rubilio

Pe lângă speciile protejate, pe teritoriul sitului au mai fost identificate 1 specie de plante, 1 specie de păsări, 5 specii de amfibieni, 5 specii de mamifere, 1 specie de nevertebrate, 2 specii de pești, 6 specii de reptile.